# Spencer (Film)
Spencer ist ein deutsch-britisch-chilenisch-US-amerikanisches Filmdrama des Regisseurs Pablo Larraín. Mit Kristen Stewart in der Hauptrolle erzählt es von der britischen Prinzessin Diana und wie sie das Weihnachtsfest 1991 im Sandringham House verbringt. Der Filmtitel bezieht sich auf Dianas Geburtsnamen. Der Film feierte im September 2021 bei den Internationalen Festspielen von Venedig seine Premiere, kam Anfang November 2021 in die Kinos im Vereinigten Königreich und startete im Januar 2022 in den deutschen Kinos.

## Handlung
Prinzessin Diana erscheint zu spät bei den Weihnachtsferien 1991 der königlichen Familie in Sandringham House in Norfolk. Sie fühlt sich in ihrer Rolle der Princess of Wales sichtlich unwohl und würgt das zuvor eingenommene Dinner in der Toilette wieder heraus. Nachts schleicht sie sich in die Kühlkammer, wo ein Heißhungeranfall sie überkommt. Ein eigens abgestellter Wächter sowie der Koch drücken ihre Besorgnis um den Gesundheitszustand der Prinzessin aus. Als die mit ihr befreundete Kammerzofe Maggie nicht mehr erscheint, verzweifelt Diana zunehmend. Mit einem Seitenschneider klettert sie nachts in das verfallene Haus ihrer Kindheit. Beim Anblick ihres Kinderzimmers bricht sie in Tränen aus, danach zerreißt sie die Perlenkette, die Prinz Charles ihr geschenkt hatte. Als unerwartet Maggie wieder auftaucht, tollen die beiden Frauen unbeschwert am Strand herum, wobei Maggie ihre Liebe zu Diana ausdrückt. Bei der traditionellen Fasanenjagd wirft sich Diana in die Schusslinie und besteht darauf, ihre Söhne mitzunehmen. Etwas widerwillig lässt Charles sie gewähren. Im offenen Cabrio und bei lauter Popmusik fahren Diana und ihre beiden Söhne zurück nach London.

## Produktion

### Filmstab und Förderungen
Regie führte Pablo Larraín. Fünf Jahre vor dem Erscheinen von Spencer hatte sich Larraín bereits mit Jackie: Die First Lady einer tragischen Frauenfigur in einer Filmbiografie beschäftigt. Das Drehbuch für Spencer schrieb Steven Knight.
Der Film erhielt Produktionsförderungen vom Deutschen Filmförderfonds, die man auch als Stupid German Money bezeichnet, in Höhe von rund 2,5 Millionen Euro, vom Medienboard Berlin-Brandenburg in Höhe von 900.000 Euro, der Filmförderungsanstalt in Höhe von 600.000 Euro, von der Film- und Medienstiftung NRW von 550.000 Euro und von der HessenFilm und Medien in Höhe von 250.000 Euro.

### Besetzung und Dreharbeiten

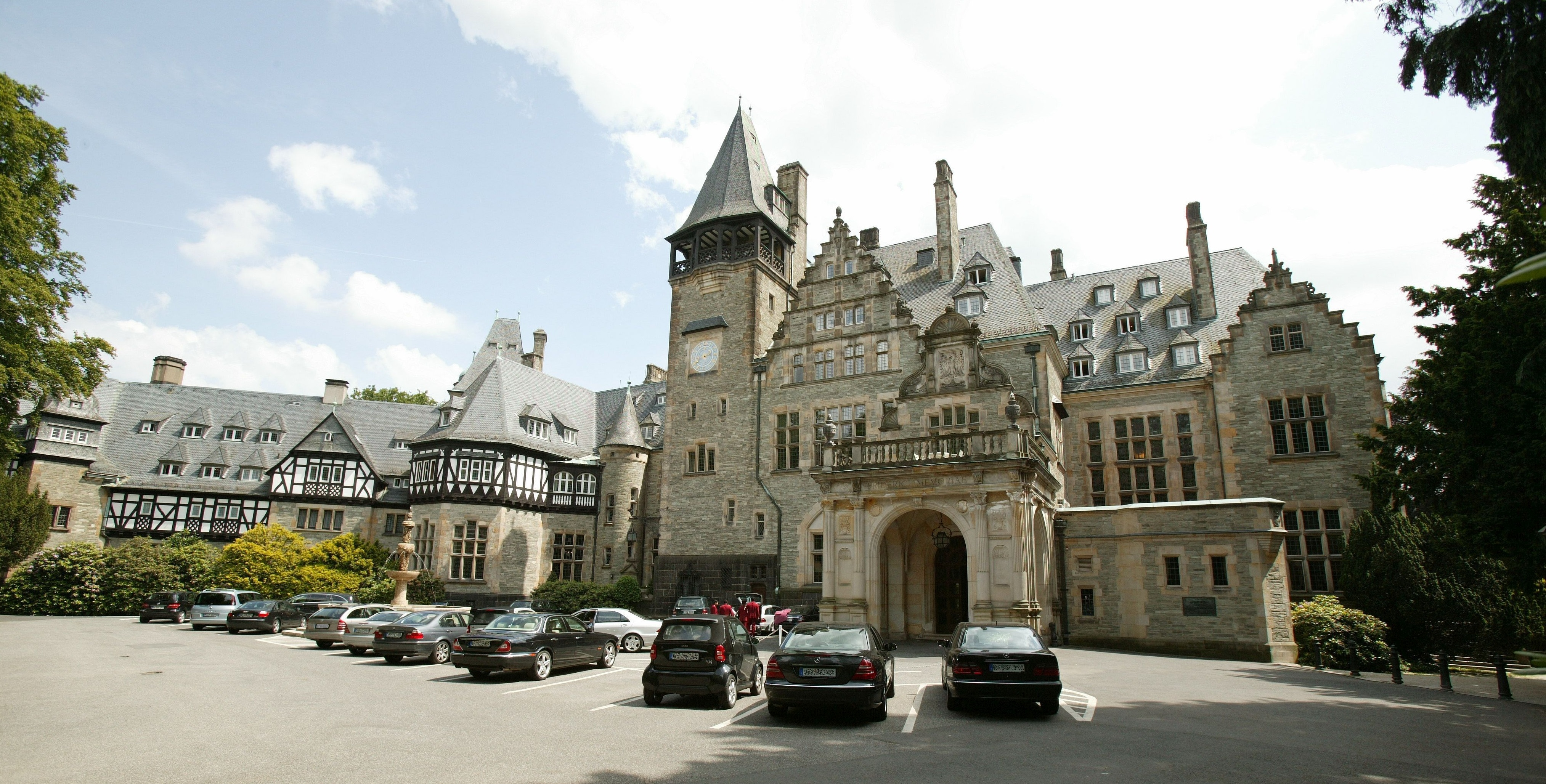
Einer der Drehorte: Das Schlosshotel Kronberg

Die US-Amerikanerin Kristen Stewart spielt in der Titelrolle Prinzessin Diana, eine geborene Spencer. Der Brite Jack Farthing verkörpert ihren Ehemann, den Thronfolger Prinz Charles. Stella Gonet spielt Königin Elisabeth II. und Richard Sammel ihren Gatten Prince Philip. Der schweizerisch-britische Thomas Douglas spielt Dianas Vater Earl John Spencer und Olga Hellsing in ihrem Debüt als Schauspielerin ihre Schwägerin Sarah Ferguson. Jack Nielen und Freddie Spry spielen die Söhne von Diana und Charles, Prince William und Prince Harry. In weiteren Rollen sind der deutsche Schauspieler Niklas Kohrt als Prince Andrew, Charles’ Bruder und Fergusons damaliger Ehemann, Mathias Wolkowski als Prince Edward, der jüngste Sohn von Königin Elisabeth II., Oriana Gordon als Sarah Chatto und Amy Manson als Anne Boleyn zu sehen.
Zur Vorbereitung sah sich Kristen Stewart alle ihr verfügbaren Dokumentationen über Prinzessin Diana und die Serie The Crown an. Für den britischen Akzent arbeitete sie für vier Monate mit einem Coach.
Gedreht wurde zum Großteil in Deutschland. Um den für die Geschichte des Films wichtigen Handlungsort Sandringham House darzustellen, dienten drei deutsche Schlosskomplexe als Drehorte: Schlosshotel Kronberg im Taunus, das Schloss Nordkirchen im Münsterland und das Schloss Marquardt in der Unesco-Filmstadt Potsdam. Als Kamerafrau fungierte Claire Mathon.

### Filmmusik und Veröffentlichung
Die Filmmusik komponierte Jonny Greenwood. Mitte Oktober 2021 wurde mit Crucifix von Mercury KX das erste Musikstück des Soundtrack-Albums als Download veröffentlicht. Das komplette Soundtrack-Album mit insgesamt 14 Musikstücken erschien am 12. November 2021 als Download und soll Anfang 2022 von Mercury KX auch als CD und auf Vinyl veröffentlicht werden. Greenwoods Arbeit befindet sich in einer Shortlist in der Kategorie Beste Filmmusik bei der Oscarverleihung 2022.
Die Premiere erfolgte am 3. September 2021 bei den Internationalen Festspielen von Venedig. Hiernach wurde er beim Telluride Film Festival vorgestellt. Ende des Monats wurde er im Rahmen der Filmkunstmesse Leipzig gezeigt. Am 29. September 2021 hatte der Film seine Premiere im deutschsprachigen Raum auf der Zurich Film Festival. Im Oktober 2021 wurde er beim San Diego International Film Festival vorgestellt, ebenso beim Austin Film Festival, wo er Ende des Monats als Abschlussfilm gezeigt wurde. Ende Oktober 2021 wurde der Film bei der Viennale vorgestellt. Am 5. November 2021 kam er in den USA und im Vereinigten Königreich in die Kinos. Die Deutschlandpremiere war im Dezember 2021 beim Around the World in 14 Films Festival in Berlin geplant. Am 13. Januar 2022 startete Spencer in den deutschen Kinos und am 27. Januar 2022 soll er in der Deutschschweiz starten.

## Rezeption

### Kritiken und Einspielergebnis
Von den bei Rotten Tomatoes aufgeführten Kritiken sind bislang 83 Prozent positiv bei einer durchschnittlichen Bewertung mit 7,6 von 10 möglichen Punkten. Zusammenfassend soll der Film in seiner Darstellung des Lebens von Prinzessin Diana eigenwillig sein. Kristen Stewarts fein modulierte Leistung soll den Film aber vor ausgefallenen Ausflüchten retten. Auf Metacritic hält er einen Metascore von 76 von 100 möglichen Punkten.

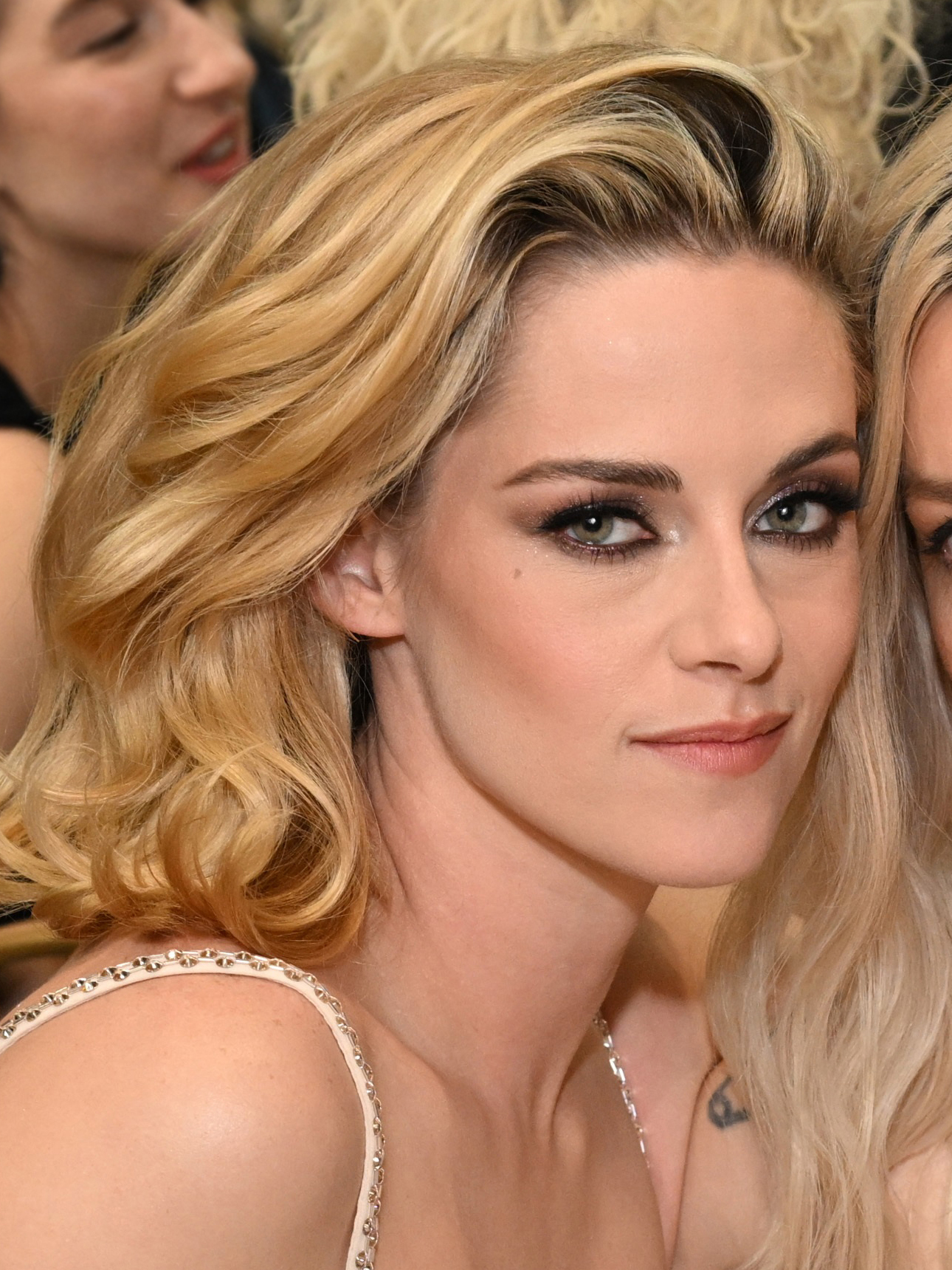
Kristen Stewart, hier bei den Critics’ Choice Movie Awards 2022, verkörpert Lady Di

Der Filmdienst lobt filmische Entscheidungen und die schauspielerische Leistung: „Für das daraus resultierende Unglücklichsein findet der Film beklemmende Bilder, die aber auch fantastische Einschübe erlauben. Der Hauptdarstellerin gelingt es, die Mischung aus Verzweiflung und Rebellion mit präziser Gestik und Mimik nachzuempfinden.“ Jan Jekal lobt in Rolling Stone Kristen Stewart: „Das bedeutet, dass es an Hauptdarstellerin Kristen Stewart liegt, dieser Diana Leben zu geben, sie vor dem Klischee zu retten, sie zu einem echten Menschen zu machen. Und es gelingt ihr. Stewart ist so gut, wie alle sagen.“ Dagegen hinterfragt er aber, ob der Film es schafft, die Medialität zu kritisieren: „Es drängt sich die Frage auf, ob Larraín den Voyeurismus des Boulevards, den er kritisiert, nicht selbst reproduziert.“ Fritz Göttler nannte den Film in der Süddeutschen Zeitung „eine Studie königlicher Klaustrophobie“. Der Film schaffe es, eine Welt zu zeigen, in der unabhängige Frauen und im Übrigen andere Menschen nicht wertgeschätzt werden.
Kritisiert an dem Film wurde, dass das fröhliche Ende nicht zum Film passe und dass nur ein eindimensionales Porträt eines Opfers gezeigt wurde.
In Deutschland verzeichnet der Film 156.527 Besucher.

### Auszeichnungen (Auswahl)
Im Folgenden eine Auswahl von Auszeichnungen und Nominierungen.

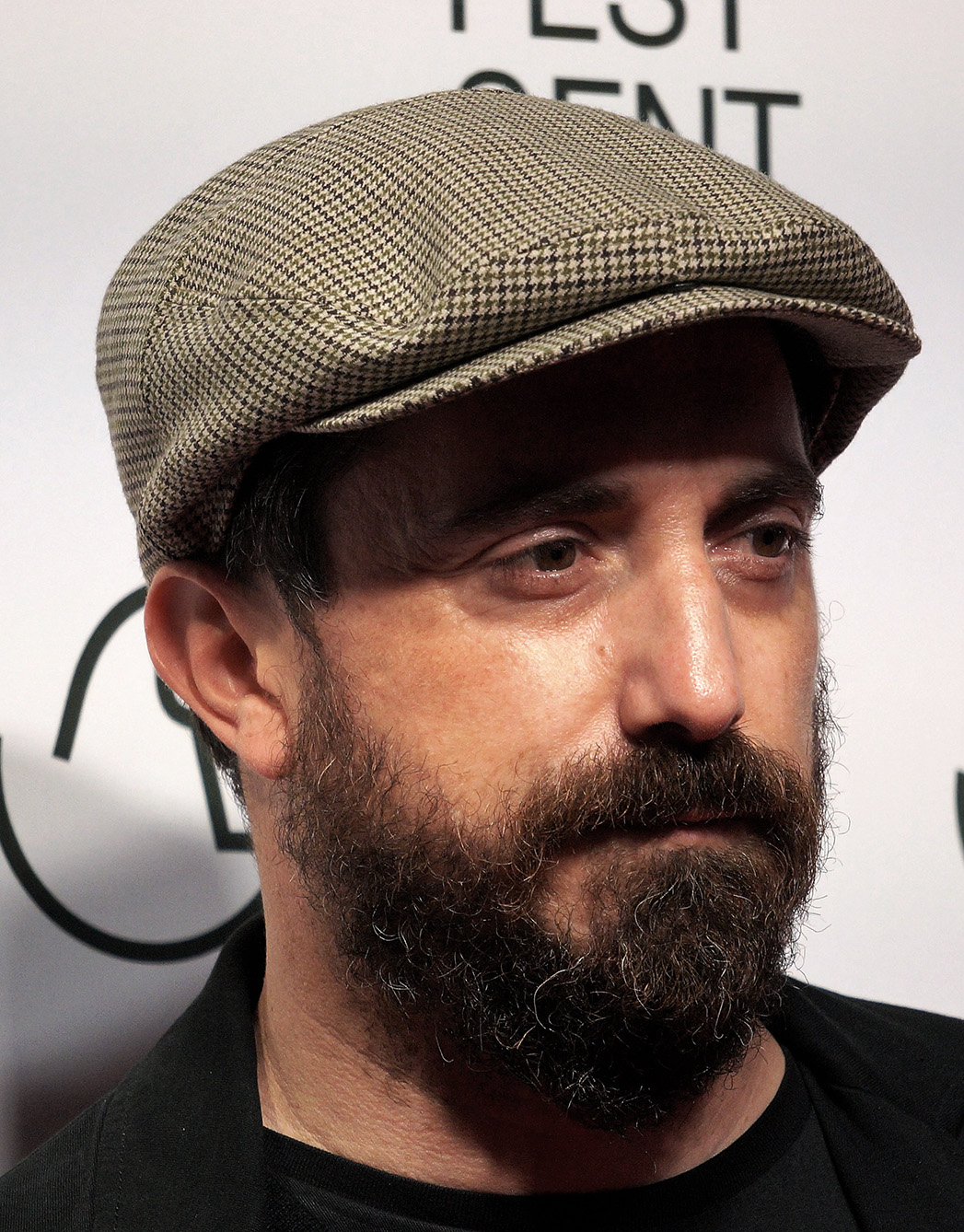
Pablo Larraín bei der Vorstellung von Spencer beim Film Fest Gent im Oktober 2021

Chicago Film Critics Association Awards 2021
- Auszeichnung für die Besten Kostüme[36]

Critics’ Choice Movie Awards 2022
- Nominierung als Beste Hauptdarstellerin (Kristen Stewart)
- Nominierung für die Beste Musik (Jonny Greenwood)

Deutscher Filmpreis 2022
- Nominierung als Bester Spielfilm (Jonas Dornbach, Janine Jackowski, Maren Ade)
- Nominierung für die Beste Kamera/Bildgestaltung (Claire Mathon)

Film Fest Gent 2021
- Nominierung im Hauptwettbewerb[37]

Golden Globe Awards 2022
- Nominierung als Beste Schauspielerin (Kristen Stewart)

Hessischer Filmpreis 2022
- Auszeichnung mit dem Hauptpreis[38]

Internationale Filmfestspiele von Venedig 2021
- Nominierung für den Goldenen Löwen[39]

Oscarverleihung 2022
- Nominierung als Beste Hauptdarstellerin (Kristen Stewart)

Palm Springs International Film Festival 2022
- Auszeichnung mit dem Spotlight Award (Kristen Stewart)[40]

Satellite Awards 2021
- Nominierung als Bester Film
- Auszeichnung als Beste Hauptdarstellerin (Kristen Stewart)
- Nominierung für das Beste Szenenbild (Guy Hendrix Dyas und Yesim Zolan)
- Nominierung für das Beste Kostümdesign (Jacqueline Durran)
- Nominierung für die Beste Filmmusik (Jonny Greenwood)[41]

Sunset Circle Awards 2021
- Nominierung als Bester Film
- Nominierung für die Beste Regie (Pablo Larraín)
- Nominierung für das Beste Drehbuch
- Nominierung als Beste Schauspielerin (Kristen Stewart)
- Nominierung für die Beste Kamera
- Nominierung für die Beste Filmmusik (Jonny Greenwood)[42]

## Synchronisation
Die deutsche Synchronisation entstand nach einem Dialogbuch und der Dialogregie von Harald Wolff im Synchronstudio TaunusFilm Synchron GmbH, Berlin, im Auftrag des deutschen Filmverleihs DCM.
| Rolle                 | Darsteller      | Synchronsprecher   |
| --------------------- | --------------- | ------------------ |
| Diana                 | Kristen Stewart | Marie-Isabel Walke |
| Major Alistar Gregory | Timothy Spall   | Axel Lutter        |
| Maggie                | Sally Hawkins   | Katrin Zimmermann  |
| William               | Jack Nielen     | Joel Simon         |
| Harry                 | Freddie Spry    | Francis Fanselow   |
| Charles               | Jack Farthing   | Sebastian Kluckert |
| Darren                | Sean Harris     | Bernd Vollbrecht   |
| Queen Elizabeth II.   | Stella Gonet    | Katharina Lopinski |
| Anne Boleyn           | Amy Manson      | Nicole Hannak      |
| Angela                | Laura Benson    | Nina Herting       |
| Maria                 | Wendy Patterson | Susanne Schwab     |